# Phantom Stranger
The Phantom Stranger (dt. etwa „der phantomhafte Fremde“) ist der Titel von mehreren Comicserien und anderen Comicveröffentlichungen, die seit 1952 von dem US-amerikanischen Verlag DC Comics veröffentlicht werden.
The Phantom Stranger handelt von einem mysteriösen, nur als „Stranger“ bekannten Wesen, das sich aus unbekannten Gründen der Erforschung paranormaler Vorgänge annimmt und in Konflikte mit anderen Wesen und Kräften magisch-okkulter Natur verwickelt ist. Dementsprechend sind die unter dem Titel Phantom Stranger erschienenen Reihen Publikationen in der Regel den Genres des Mystery-, des Horror- und des Gruselcomics zuzuordnen.

## Veröffentlichungsdaten
Die erste Serie die DC unter dem Titel The Phantom Stranger auf den Markt brachte, erschien zwischen August/September 1952 und Juni/Juli 1953 in zweimonatlichem Rhythmus. Die Serie war auf fortlaufende Veröffentlichung angelegt worden, wurde aber aufgrund schlechter Verkaufszahlen nach nur sechs Ausgaben eingestellt. Verfasst wurden sämtliche Ausgaben dieser ersten Serie von John Broome, während der Zeichner Carmine Infantino – unterstützt von Jack Miller, John Giunta und Manny Stallman – ihre künstlerische Gestaltung besorgte.
Eine zweite Reihe unter dem Titel Phantom Stranger, die insgesamt einundvierzig Ausgaben erreichte, veröffentlichte DC zwischen Mai/Juni 1969 und Februar/März 1976. Ihr vorangegangen war eine „Test“-Geschichte um die Figur, die im Januar 1969 in der Ausgabe #80 der Experimentalreihe Showcase veröffentlicht wurde. Da die Stranger-Geschichte in Showcase #80 auf ein hinreichend positives Echo bei den Lesern stieß, wurde eine neue, zweite Phantom Stranger-Serie gestartet, die wie die Vorgängerserie im Zweimonatstakt erschien. Die ersten drei Ausgaben der Serie brachten Neuabdrucke von Geschichten der ersten Serie, die allerdings um neue Rahmenhandlungen ergänzt wurden. Die folgenden 38 Ausgaben, die bis zur Einstellung der Serie mit der Ausgabe #41 im Februar/März 1976 erschienen, brachten neue eigens für diese Serie geschaffene Geschichten. Autor der zweiten Stranger-Serie war Len Wein, der heute vor allem für die von ihm für Marvel Comics geschaffene Figur des Wolverine bekannt ist, während die Aufgaben des Zeichners von Künstlern wie Jim Aparo, Neal Adams und Tony Dezuñiga besorgt wurden. Zudem enthielt die Serie vier sogenannte Back-Up-Serien, die sich mit den Abenteuern anderer Charaktere befassten: Die wichtigste von diesen erzählte die Erlebnisse des Geisterjägers Doctor Thirteen, der auch in der eigentlichen Stranger-Serie regelmäßig als Charakter auftrat. Im ganzen erwies die Serie sich als deutlich erfolgreicher als die erste Serie zum Stranger, was sich vor allem in höheren Verkaufszahlen manifestierte, die der Serie eine deutlich längere Laufzeit verschafften.
Eine dritte bereits von vornherein als in sich abgeschlossene vierteilige Miniserie konzipierte Reihe erschien zwischen Oktober 1987 und Januar 1988 in monatlichem Turnus. Herausragender Künstler dieser Reihe war der Amerikaner Mike Mignola.
Seither wurden zwei One-Shots, Phantom Stranger (1993) und Batman/Phantom Stranger (1997) veröffentlicht. Daneben trat der Stranger häufig als Gaststar in anderen Comicserien im Besitz des DC-Verlages wie Superman, Wonder Woman oder Justice League auf.

## Hauptfigur und Handlung
Der Titelheld von Phantom Stranger ist ein namenloser Mann (manchmal auch „The Brotherless One“, „Grey Walker“ oder „Wandering Jew“ genannt), der von seinen Feinden und Verbündeten stets nur als „Stranger“ bezeichnet wird. Der Stranger widmet sich aus nicht näher erläuterten Gründen der Erforschung paranormaler Vorgänge und tritt wiederholt in Konflikt mit anderen Adepten okkulter Künste.
Das Gesicht des Strangers, bleibt in allen Publikationen des Titels sowohl dem Leser als auch den innerhalb der fiktiven Handlung in Erscheinung tretenden Figuren stets verborgen: Ein tief in die Stirn gezogener Fedorahut, sowie weit aufgeschlagene Trenchcoatkragen, vor allem aber zeichnerische Kunstgriffe, die seine Physiognomie stets als ein schemenhaft-undurchsichtiges Etwas erscheinen lassen, machen es dem die Geschichten betrachtenden Leser unmöglich, ihm individuelle Gesichtszüge zuzuschreiben: Seine Augen werden stets von einem dunklen Schattenwurf verborgen gehalten. Den anderen Charakteren innerhalb der Handlung bleibt das Antlitz des Strangers andeutungsweise verborgen, indem er es durch Magie vor ihnen abschirmt, sodass diese wie der Leser nur finstere Schwärze anstatt von Gesichtskonturen erkennen können, wenn sie ihn anschauen.
Die Miniserie aus den 1980ern enthüllte erstmals Hintergründe des Strangers, der hier als ein Agent der sogenannten „Fürsten der Ordnung“ (Lords of Order) vorgestellt wurde, der in einem ewigen Konflikt mit den Agenten der „Fürsten des Chaos“ (Lords of Chaos) verwickelt sei, zu denen unter anderem der finstere Eclipso, mit dem er es hier erstmals zu tun bekommt, gehört. Inwieweit diese Geschichte heute noch als kanonisch gelten kann, ist unklar. Da sie in den letzten 20 Jahren nicht mehr aufgegriffen worden ist, spricht vieles dafür, dass sie stillschweigend für nichtig erklärt worden ist, was bedeuten würde, dass die Hintergründe des Strangers nach wie vor im Dunkeln liegen.
1990 wurden in einem Heft der Serie Secret Origins gleich vier verschiedene mögliche Origin-Geschichten des Strangers vorgestellt, in denen vier verschiedene Künstler-Teams ihre Ideen über die Herkunft des düsteren Helden schildern. Alan Moore und Joe Orlando erzählen eine Geschichte, in der der Stranger als ein gefallener Engel vorgestellt wird, der dazu verurteilt ist, für alle Zeiten auf der Erde umherzuwandeln, seit er sowohl aus dem Himmel als auch aus der Hölle verstoßen wurde. Dies ergab sich dieser Geschichte zufolge, da der Engel sich während der biblischen Rebellion Satans gegen Gott für keine der beiden Seiten (Gott/Himmel und Satan/Hölle) entscheiden konnte und sich stattdessen einfach als Unparteiischer unentschlossen beiseite stellte. Eine zweite Geschichte behauptet, der Stranger sei ein edler Mensch gewesen, der zur Zeit des alten Testamentes gelebt habe. Aufgrund seines gottesfürchtigen Lebenswandels sei er einer der wenigen Menschen gewesen, die Gott durch seine Engel vor der Sintflut habe retten lassen. Danach seien dem Mann angesichts der zahllosen Opfer, die der Zorn Gottes während der Sintflut gefordert habe, Zweifel an dessen Weisheit und Güte gekommen. Er habe daraufhin Selbstmord begangen. Nach seinem Tod hätten ihm Gottes Engel die Einkehr ins Himmelreich verwehrt, sodass der Mann seither gezwungen sei, auf ewig in seinem zu neuem Leben erweckten Körper auf der Erde zu wandeln. Der Stranger habe sich seit dieser Zeit dem Ziel verschrieben, die Menschheit vom Weg des Bösen abzubringen. Die dritte Geschichte gibt an, der Stranger sei ursprünglich ein Mann namens Isaak gewesen, dessen Frau und Sohn während des Kindermordes von Bethlehem getötet worden seien. Die folgenden dreißig Jahre habe Isaak damit verbracht, Jesus, dem das Mordgeschehen galt, für den Tod seines Kindes verantwortlich zu machen. Während der Passion habe Isaak seinen Hass auf Jesus ausgelebt, indem er diesen auspeitschte. Dieser habe ihn anschließend dazu verurteilt, bis zum Jüngsten Gericht jenseits seiner Heimat die Erde zu durchwandern. Die vierte Geschichte wiederum berichtet, der Stranger sei ein Überbleibsel des Universums, das dem jetzigen vorangegangen sei. Die Zerstörung dieses alten Universums sei von einer Gruppe von Wissenschaftlern herbeigeführt worden. Kurz vor der Vernichtung des alten Universums habe der Stranger dieses Universums ein Stück von sich gegeben, sodass dieser (nach der Vernichtung des alten) zum Stranger des neuen Universums wurde. In der Elseworlds-Geschichte Kingdom Come wird eine wieder andere Version angedeutet: Hier wird angenommen, der Stranger sei der zeitreisende Sohn von Superman und Wonder Woman aus der Zukunft bzw. aus einem Paralleluniversum oder einer anderen Zeitlinie.
In zahlreichen anderen Veröffentlichungen wie den Books of Magic oder einigen Superman-Comics tritt der Stranger als nicht sichtbarer Erzähler und Beobachter oder als spiritueller Ratgeber und Führer des Protagonisten auf, der diesem den rechten Weg zur Lösung einer Krise weist. Dabei darf er meist nur Ratschläge erteilen, ohne selbst aktiv ins Geschehen einzugreifen.
Der Stranger, der sich frei durch Raum und Zeit bewegen kann, im Weltraum ohne technische Hilfsmittel überleben kann, Einsicht in die Gedanken anderer hat und außerdem Zugang zu einer mystischen Dimension hat, wird häufig als mit einer körperlosen Stimme – offenbar Gott oder ein göttliches Wesen, in dessen Auftrag er handelt – Zwiesprache haltend dargestellt.
In der vierten Reihe Trinity of Sin: The Phantom Stranger wurde Judas Iskariot dazu verdammt, als die gleichnamige Titelfigur gemeinsam mit Pandora und Question (alle zusammen bildeten die Dreifaltigkeit der Sünde, englisch Trinity of Sin) Buße zu tun. Dabei trug er die 30 Silberlinge als Kette um den Hals. Die Serie erschien 2012 bis 2014 im Rahmen von The New 52 mit den Ausgaben #0 bis 22 sowie einer Sonderausgabe.

## Andere Figuren derPhantom Stranger-Serien
Vor allem die zweite, 1969 begonnene Phantom-Stranger-Serie beinhaltete ein Ensemble wiederkehrende Nebenfiguren, sowie einige markante, perennierende Gegenspieler. Zu den Nebenfiguren zählten die blinde Hellseherin Cassandra Craft (ab Ausgabe #17), zu der der Stranger eine zaghafte Attraktion entwickelte, der Alchemist/Magier Tannarak (ab Ausgabe #10) und ein obskurer Zeitgenosse namens Doctor Thirteen. Mit dem Dark Circle (ab Ausgabe #20) und der dämonischen Magierin Tala (ab Ausgabe #4) wurden der Figur bereits relativ früh zwei Erzfeinde gegeben.

### Cassandra Craft
Cassandra Craft ist eine blinde Hellseherin und die gelegentliche Geliebte des Strangers. Sie trat vor allem in Geschichten aus der 2. Stranger-Serie der 1970er auf. Dort debütierte sie als Nebenfigur in der Ausgabe #17. Zuletzt sah man die Figur in den Phantom-Stranger-Geschichten die in der Serie Action Comics Weekley erschienen.

### Dark Circle
Der Dark Circle ist eine kriminelle Organisation, mit der der Stranger verfeindet ist. Der Circle wurde in Adventure Comics #367 als eine Gruppe von Aufständischen vorgestellt, die im 30. Jahrhundert lebt und dort beabsichtigt, die Konföderation der United Planetes zu erobern.

### Doctor Occult
Siehe Artikel Doctor Occult.

### Doctor Thirteen
Dr. Terrence Thirteen oder Dr. 13 ist ein Wissenschaftler und Geisterjäger, mit dem der Stranger es immer wieder zu tun bekommt. Thirteen wird in den meisten Geschichten als ein ehemaliger Parapsychologe vorgestellt, der es sich zur Aufgabe gemacht hat, scheinbar übernatürlichen Vorgängen nachzugehen, um diese als Scharlatanerien zu überführen.
Die Figur wurde ursprünglich in Star Spangled Comics #122 vom November 1951 als Held eines eigenen Features vorgestellt, das bis zur Ausgabe #130 vom Juli 1952 fortgesetzt wurde. In Showcase #80 wurde er dem Stranger schließlich als Nebencharakter zur Seite gestellt und blieb dies auch in der Stranger-Serie der 1970er Jahre. In dieser Zeit wurde Doctor Thirteen schließlich erneut zum Helden eines eigenen Features erhoben. Dieses erschien, logischerweise, in den hinteren Seiten der Stranger-Serie.
Thirteen wird zumeist als ein leicht eiferhafter Mann dargestellt, der die Absicht hat, jede Form vermeintlicher Magie als Betrug, Irrglaube, Illusion oder Täuschung zu entlarven. Dementsprechend findet er stets physikalische Erklärungen, um scheinbar übernatürliche Phänomene zu erklären. Er lebt mit seiner Tochter, Traci Thirteen, die zu seinem Leidwesen eine Zauberin ist, in einem Landhaus namens Doomsbury Mansion und bietet seine Dienste jedem an, der daran interessiert ist, festzustellen, ob die Ereignisse, die scheinbar magischer Natur sind, tatsächlich einen übernatürlichen Ursprung haben oder ob es sich dabei lediglich um falschen Spuk handelt.

### Tala
Tala ist eine böse, wenn auch äußerlich reizvolle, Magierin aus der Hölle und die Erzfeindin des Strangers. Sie wurde erstmals in Phantom Stranger #4 vom November/Dezember 1969 gegen den „phantomhaften Fremden“ in den Kampf geschickt. Seither ist sie wiederholt gegen den Stranger angetreten, gelegentlich unterstützt von anderen Widersachern wie dem Zauberer Tannarak – mit dem sie eine Beziehung hat – oder den Lords of Chaos.
Tala versucht in verschiedenen Geschichten, die Seelen Sterblicher zu verderben oder allgemein Unheil über die Welt zu bringen. Andere Geschichten zeigen, wie Tala zwischen ihren „Einsätzen“ als Kellnerin in dem Nachtklub Bewitched arbeitet. Eine erotische Anziehung zwischen ihr und dem Stranger wird zwar in mehreren Geschichten angedeutet aber niemals vollzogen. In der Zeichentrickserie „Justice League Unlimited“ trat Tala (US-Synchronstimme: Juliet Landau) als Leiterin des fragwürdigen Regierungsprojektes Cadmus und Mitglied der von Supermans Erzfeind Lex Luthor geführten Gruppe Legion of Doom auf.

### Tannarak
Tannarak ist ein Zauberer, der nach Macht und Unsterblichkeit giert und neben Tala der zweite Erzfeind des Phantom Strangers. Er debütierte 1970 in der Ausgabe #10 der zweiten Phantom-Stranger-Serie. Um seine Ziele zu erreichen, hat Tannarak Bündnisse mit dunklen Mächten wie dem Chaos und der Hölle geschlossen, die ihn bei seinen Handlungen unterstützen. Wie Books of Magic #39 enthüllte, ist Tannarak unsterblich, wiewohl er trotzdem dem Alterungsprozess unterworfen ist.

### Traci Thirteen
Traci Thirteen ist eine jugendliche Zauberin, die gelegentlich in den Stranger-Geschichten auftaucht. Traci Thirteen, die erstmals in dem Comicheft Superman #189 vom Februar 2003 auftauchte (Autor: Joe Kelly; Zeichner: Pascual Ferry), ist die Tochter von Doctor Thirteen einer anderen Stranger-Nebenfigur.
Thirteen ist auf wundersame Weise seit ihrer Geburt mit magischen Kräften gesegnet: Als lapidare Erklärung hierfür wird in den meisten Geschichten lediglich angegeben, sie sei eine Homo magi, eine Angehörige einer seltenen Abart von Mensch, der die Magie „im Blut“ liegt. Die Anwendung ihrer Kräfte wird ihr als Kind von ihrem Vater – der nicht an Magie glaubt oder glauben will – untersagt, sodass sie schließlich von Zuhause ausreißt und sich in der Großstadt Metropolis niederlässt. Dort schließt sie sich mit zwei anderen Mädchen, Natasha Irons und Cir-El, zu einer Clique junger Draufgängerinnen zusammen, die allerlei Abenteuer erleben, die sie in den Kampf mit okkulten Mächten führen. Später kehrt sie zu ihrem Vater zurück, mit dem sie in dem merkwürdigen Landhaus Doomsbury Mansion lebt.

## Veröffentlichungen
- Showcase Presents the Phantom Stranger, 2006 (mehr als 500 Seiten mit Nachdrucken von Geschichten von Aparo, Anderson, Infantino, Kanigher und anderen aus Showcase #80, sowie Phantom Stranger #1-21)